# Elena Romagnolo
Elena Romagnolo (née le 5 octobre 1982 à Borgosesia) est une athlète italienne, spécialiste des courses de fond et notamment du 3 000 mètres steeple.

## Biographie
Elena Romagnolo participe aux Jeux olympiques à Pékin, en 2008, en battant le record national en 9 min 27 s 48.
Elle remporte la médaille d'argent sur 5 000 mètres lors des Jeux méditerranéens de 2009.

## Palmarès
| Date | Compétition           | Lieu      | Résultat | Épreuve | Temps          |
| ---- | --------------------- | --------- | -------- | ------- | -------------- |
| 2009 | Jeux méditerranéens   | Pescara   | 2e       | 5 000 m | 15 min 13 s 19 |
| 2010 | Championnats d'Europe | Barcelone | 4e       | 5 000 m | 15 min 14 s 40 |
| 2013 | Jeux méditerranéens   | Mersin    | 3e       | 5 000 m |                |